# Leave It All to Me
 (janvier 2018).
Si vous disposez d'ouvrages ou d'articles de référence ou si vous connaissez des sites web de qualité traitant du thème abordé ici, merci de compléter l'article en donnant les références utiles à sa vérifiabilité et en les liant à la section « Notes et références ».
Leave It All to Me est le premier single de Miranda Cosgrove. Elle l'a créé en compagnie de Drake Bell. Drake Bell et Miranda Cosgrove ont joué tous les deux dans la série télévisée Drake et Josh en compagnie de Josh Peck et aussi le générique d'I-Carly enfin une partie .